# تیمور پوترا
تیمور پوترا (Timor Putra) شرکت خودروسازی اندونزیایی است، که در سال ۱۹۹۶ تأسیس شد.